# Laurent Sarr
Pour les articles homonymes, voir Sarr.
Laurent Sarr, né en 1943 à Pointe-Sarène, est un athlète sénégalais.

## Carrière
Laurent Sarr remporte la médaille de bronze du saut en longueur aux Jeux africains de 1965 à Brazzaville.
Il participe au concours de saut en longueur des Jeux olympiques d'été de 1968 à Mexico sans atteindre la finale.